# Toeslagpartner
Een toeslagpartner is in Nederland de persoon waarmee je samen een toeslag aanvraagt. In veel gevallen is dit de fiscale partner, maar in uitzonderingsgevallen kan dit een andere persoon zijn. Gehuwden zijn elkaars toeslagpartner, maar ook samenwonenden kunnen elkaars toeslagpartner zijn. 
De toeslagpartner is de persoon waarmee je samen de toeslagen ontvangt, en het inkomen van beide partners wordt bij elkaar opgeteld.  